# Збірна Косова з футболу
Збірна Косова з футболу — футбольна збірна, що представляє на міжнародному рівні частково визнану Республіку Косово. Федерація футболу Косова входить до УЄФА та ФІФА.
Станом на 3 квітня 2025 посідає 97-e місце у рейтингу футбольних збірних світу.

## Історія
Збірна Косова з футболу заснована в 1993 році, 14 лютого було проведено товариський матч проти збірної Албанії. Протягом наступних років збірна провела ряд товариських матчів, переважно проти клубів та інших невизнаних збірних. 6 травня 2008 року Федерація футболу Косова подала заявку про вступ до ФІФА, яка була розглянута в жовтні цього ж року на конгресі в Цюриху. Заявка була відхилена на підставі того, що країна не є членом ООН.
У вересні 2012 року ряд албанських футболістів косовського походження звернулись до президента ФІФА Йозефа Блаттера з проханням дозволити проведення збірній товариських матчів. Після тривалих дискусій національним збірним та клубам було дозволено грати товариські матчі за умови, що перед матчами не гратимуть національні гімни та не демонструватимуться національні прапори.
Президент УЄФА Мішель Платіні заявив, що Косово буде прийняте до УЄФА у 2016 році. За попередніми даними це питання має бути розглянуте на засіданні виконкому 3 травня 2016 року. У підсумку на тому сороковому засіданні конгресу союзу в Будапешті УЄФА прийняла Косово у свої ряди. За відповідне рішення проголосувало 28 членів УЄФА з 54.

## Міжнародні турніри

### Чемпіонати світу
| Результати виступів на чемпіонатах світу з футболу | Результати виступів на чемпіонатах світу з футболу | Результати виступів на чемпіонатах світу з футболу | Результати виступів на чемпіонатах світу з футболу | Результати виступів на чемпіонатах світу з футболу | Результати виступів на чемпіонатах світу з футболу | Результати виступів на чемпіонатах світу з футболу | Результати виступів на чемпіонатах світу з футболу | Результати виступів на чемпіонатах світу з футболу |
| Рік                                                | Стадія                                             | Місце                                              | І                                                  | В                                                  | Н                                                  | П                                                  | ЗМ                                                 | ПМ                                                 |
| -------------------------------------------------- | -------------------------------------------------- | -------------------------------------------------- | -------------------------------------------------- | -------------------------------------------------- | -------------------------------------------------- | -------------------------------------------------- | -------------------------------------------------- | -------------------------------------------------- |
| 2018                                               | кваліфікаційний раунд                              | 6                                                  | 10                                                 | 0                                                  | 1                                                  | 9                                                  | 3                                                  | 24                                                 |
| 2022                                               | кваліфікаційний раунд                              | 5                                                  | 8                                                  | 1                                                  | 2                                                  | 5                                                  | 5                                                  | 15                                                 |
| Всього                                             | 0/22                                               | -                                                  | 18                                                 | 1                                                  | 3*                                                 | 14                                                 | 5                                                  | 39                                                 |

### Чемпіонати Європи
| Чемпіонати Європи з футболу | Чемпіонати Європи з футболу | Чемпіонати Європи з футболу | Чемпіонати Європи з футболу | Чемпіонати Європи з футболу | Чемпіонати Європи з футболу | Чемпіонати Європи з футболу | Чемпіонати Європи з футболу | Чемпіонати Європи з футболу |
| Рік                         | Стадія                      | Місце                       | І                           | В                           | Н                           | П                           | ЗМ                          | ПМ                          |
| --------------------------- | --------------------------- | --------------------------- | --------------------------- | --------------------------- | --------------------------- | --------------------------- | --------------------------- | --------------------------- |
| 2020                        | кваліфікаційний раунд       | 3                           | 8                           | 3                           | 2                           | 3                           | 13                          | 16                          |
| Усього                      | 0/16                        | -                           | 8                           | 3                           | 2                           | 3                           | 13                          | 16                          |

## Склад збірної
Такі гравці були викликані на матчі кваліфікації до Євро-2020 проти Чорногорії та Болгарії 7 та 10 червня 2019 року відповідно.

Станом на 10 червня 2019 року після матчу з Болгарією.
| №  | Поз. | Гравець             | Дата народження (вік)       | Ігри | Голи | Клуб             |
| -- | ---- | ------------------- | --------------------------- | ---- | ---- | ---------------- |
| 1  | ВР   | Самір Уйкані        | 5 липня 1988 (36 років)     | 25   | 0    | Торіно           |
| 12 | ВР   | Аріянет Мурич       | 7 листопада 1998 (26 років) | 5    | 0    | Віллем ІІ        |
| 16 | ВР   | Вісар Бекай         | 11 червня 1991 (34 роки)    | 1    | 0    | Тирана           |
|    |      |                     |                             |      |      |                  |
| 2  | ЗХ   | Флоран Гадерджьонай | 31 липня 1994 (30 років)    | 1    | 0    | Гаддерсфілд Таун |
| 3  | ЗХ   | Фідан Аліті         | 3 жовтня 1993 (31 рік)      | 15   | 0    | Цюрих            |
| 13 | ЗХ   | Амір Ррагмані       | 24 лютого 1994 (31 рік)     | 24   | 4    | Наполі           |
| 15 | ЗХ   | Мергім Войвода      | 1 лютого 1995 (30 років)    | 19   | 0    | Торіно           |
| 19 | ЗХ   | Лєарт Пачярада      | 10 серпня 1994 (30 років)   | 17   | 1    | Зандгаузен       |
| 20 | ЗХ   | Мірлінд Крюезіу     | 26 січня 1997 (28 років)    | 0    | 0    | Цюріх            |
|    |      |                     |                             |      |      |                  |
| 4  | ПЗ   | Ідріз Вока          | 15 травня 1997 (28 років)   | 7    | 0    | Люцерн           |
| 6  | ПЗ   | Анель Раскай        | 19 серпня 1989 (35 років)   | 5    | 0    | Ескільстуна      |
| 7  | ПЗ   | Мілот Рашица        | 28 червня 1996 (28 років)   | 24   | 4    | Вердер           |
| 8  | ПЗ   | Бесар Галімі        | 12 грудня 1994 (30 років)   | 19   | 1    | Брондбю          |
| 9  | ПЗ   | Берсант Целіна      | 9 вересня 1996 (28 років)   | 15   | 2    | Діжон            |
| 14 | ПЗ   | Флоран Гасані       | 30 березня 1997 (28 років)  | 0    | 0    | Діошдьйор        |
| 17 | ПЗ   | Беньямін Кололлі    | 15 травня 1992 (33 роки)    | 12   | 3    | Цюріх            |
| 22 | ПЗ   | Едон Жеґрова        | 31 березня 1999 (26 років)  | 12   | 2    | Базель           |
|    |      |                     |                             |      |      |                  |
| 11 | НП   | Ельбасан Рашані     | 9 травня 1993 (32 роки)     | 7    | 4    | ББ Ерзурумспор   |
| 18 | НП   | Ведат Мурічі        | 24 квітня 1994 (31 рік)     | 20   | 5    | Лаціо            |
| 21 | НП   | Атде Нугіу          | 29 липня 1989 (35 років)    | 14   | 2    | Шеффілд Венсдей  |
| 23 | НП   | Шкельчім Демгасай   | 19 квітня 1996 (29 років)   | 1    | 0    | Люцерн           |